# Donovan Isom
Donovan Matthew Isom (Destrehan, 23 ottobre 1994) è un giocatore di football americano statunitense che gioca come quarterback per i Berlin Thunder.